# Glashütten (Hessen)
Glashütten is een plaats in Hessen, en onderdeel van de Hochtaunuskreis. De plaats telt 5.364 inwoners. De naam van de plaats refereert, evenals de nabijgelegen berg Glaskopf (687 m), aan de inmiddels verdwenen glasfabrieken in deze streek.

## Plaatsen in de gemeente Glashütten
- Glashütten
- Oberems
- Schloßborn

Bad Homburg vor der Höhe · Friedrichsdorf · Glashütten · Grävenwiesbach · Königstein im Taunus · Kronberg im Taunus · Neu-Anspach · Oberursel · Schmitten · Steinbach · Usingen · Wehrheim · Weilrod